# The Video Collection (Freddie Mercury)
The Video Collection è un DVD-Video che raccoglie tutti i videoclip del cantante Freddie Mercury, registrati tra il 1985 ed il 1988, pubblicato nel 2000 in versione singolo oppure all'interno del box set celebrativo The Solo Collection.

## Tracce
1. Barcelona (performed at La Nit Festival, Barcellona - October 8th 1988) - 5:50
directed by Gavin Taylor
2. The Great Pretender (Videoclip) - 3:31
directed by David Mallet
3. I Was Born to Love You (Videoclip) - 3:49
4. Time (Videoclip) - 4:04
directed by DoRo (Rudi Dolezal & Hanness Rossacher)
5. How Can I Go On (performed at La Nit Festival, Barcellona - October 8th 1988) - 4:07
directed by Gavin Taylor
6. Made In Heaven (Videoclip) - 4:22
directed by David Mallet
7. Living On My Own (Videoclip) - 3:16
directed by DoRo (Rudi Dolezal & Hanness Rossacher)
8. The Golden Boy (performed at La Nit Festival, Barcellona - October 8th 1988) - 6:11
directed by Gavin Taylor
9. The Great Pretender (Videoclip - Extended Version) - 5:57
directed by David Mallet
10. Barcelona (Videoclip) - 4:33
directed by David Mallet
11. In My Defence (Videoclip, 2000 Version) - 3:58
directed by DoRo (Rudi Dolezal & Hanness Rossacher)
12. end credits - 4:10
background audio: How Can I Go On (Thierry Lang - Piano Version)